# 基艾亚圣加大肋纳堂

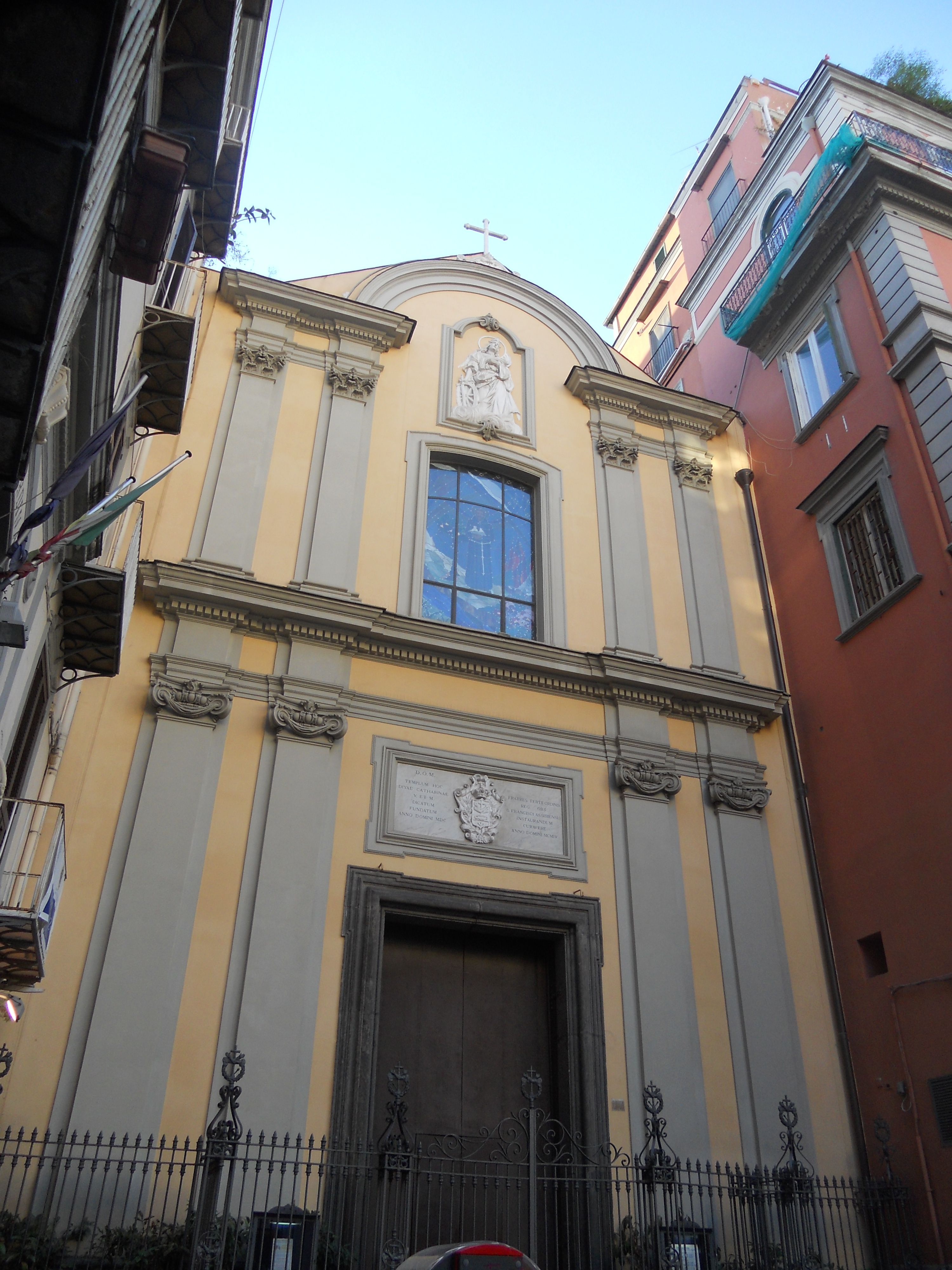
基艾亚圣加大肋纳堂

基艾亚圣加大肋纳堂 （Santa Caterina a Chiaia）是一个教堂，位于意大利那不勒斯的基艾亚区，靠近烈士广场。
该堂最初是一个小型的家族礼拜堂，后来移交给方济各会，1600年扩建。目前的教堂是一系列改建的结果，包括在1732年地震之后。立面描绘了亚历山大的加大肋纳的殉道。大门处有一牌匾纪念1904年的立面修复。内部的艺术品主要表现圣加大肋纳的生平。